# Burni Uning (berg i Indonesien, lat 4,65, long 97,12)
Burni Uning är ett berg i Indonesien.   Det ligger i provinsen Aceh, i den västra delen av landet, 1 600 km nordväst om huvudstaden Jakarta. Toppen på Burni Uning är 869 meter över havet, eller 74 meter över den omgivande terrängen. Bredden vid basen är 0,56 km.
Terrängen runt Burni Uning är kuperad åt nordost, men åt sydväst är den bergig. Trakten runt Burni Uning är nära nog obefolkad, med mindre än två invånare per kvadratkilometer. I omgivningarna runt Burni Uning växer i huvudsak städsegrön lövskog.